# Dapo-Iboké
Dapo-Iboké este o comună din departamentul Tabou, regiunea Bas-Sassandra, Coasta de Fildeș.